# Saint-Genès-de-Blaye
Saint-Genès-de-Blaye es una población y comuna francesa del departamento de Gironda en la región de Nueva Aquitania.

## Geografía
Está situado en el Blayais. Produce vinos de la AOC Blaye.

## Demografía
| 396 | 394 | 400 | 387 | 428 | 396 | 486 |
| Para los censos de 1962 a 1999 la población legal corresponde a la población sin duplicidades (Fuente: INSEE [Consultar]) |     |     |     |     |     |     |